# 껀터강
껀터강(Sông Cần Thơ)은 베트남 껀터 허우강의 서쪽 내부 지역으로부터 기원한 강이다. 길이는 약 16 km, 폭은 280~350 m, 오몬군, 까이랑, 닌끼에우 그리고 퐁디엔현을 통과한다. 껀터강은 닌끼에우 부두에 허우강으로 흐른다. 강물은 건기에 물을 공급하는 효과가 있고, 수해기에는 홍수 조절 효과가 있으며, 수로 수송에 큰 의의를 가지고 있다.
껀터강에는 까이랑 수상시장이 있는데, 까이랑 다리 근처는 껀터시의 중심에서 약 6 km, 벤닌끼에우에서 배로 30분 거리에 있다.